# Tore Lennartsson
Tore "Turbo" Lennartsson, född den 29 november 1952, är en svensk före detta fotbollsspelare. Han var känd som en snabb kantspringare och god målgörare. Han var med och spelade upp Gefle IF till allsvenskan 1982.
Efter fotbollskarriären arbetade Lennartsson som idrottslärare i Gävle och som instruktör på Gästriklands fotbollsförbund.

## Klubbar
- Skogslunds IF, moderklubb
- Örebro SK, 1972–1981
- Gefle IF, 1982–1984